# Trüffel
A trüffel, avagy trüffel golyó francia desszert, valamilyen "bundába" forgatott, lágy textúrájú csokoládés édesség.

## A szó eredete

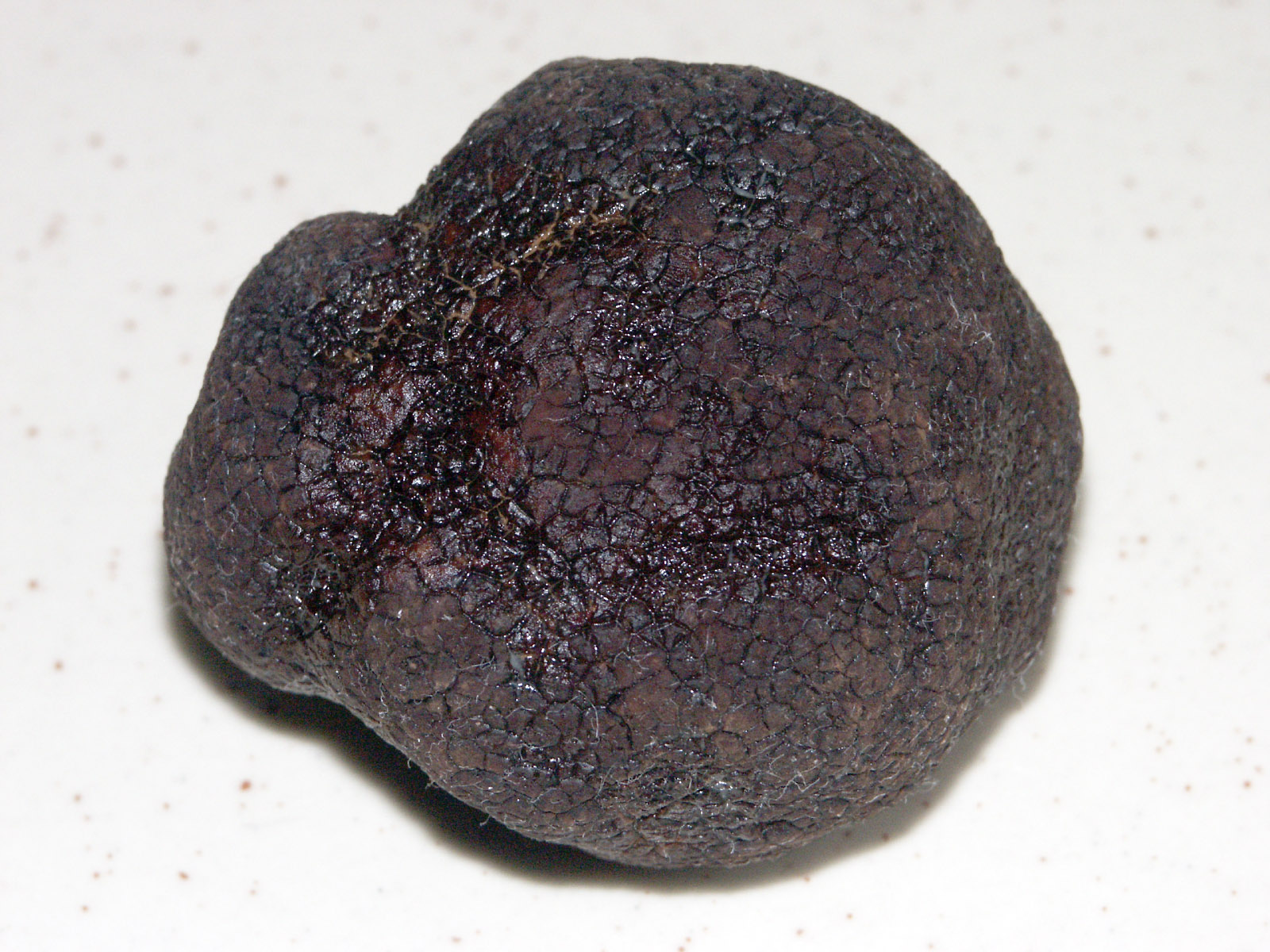
A névadó szarvasgomba

Nevét – külalaki hasonlósága miatt – a szarvasgombáról (franciául truffe) kapta. 

## Elkészítése
A trüffel tulajdonképpen egy sűrűbb csokoládé ganache.
- 500 g összetört csokoládéhoz (300 g keserű-, 200 g tejcsokoládé) 260 ml forró, de nem felforralt tejszínnek (legalább 30 százalékos zsírtartalmú) és 60 g vajnak az elegyét keverjük, melynek hőjétől a csokoládé megolvad.
- Tetszés szerint minimális alkohollal ízesíthető, majd 2 órán át hűtőben tároljuk a megfelelő dermedt állag eléréséhez.
- Miután megdermedt kiskanálnyi adagokat véve gyors mozdulatokkal kell őket megformázni (sokak szerint a trüffel szépségét szabálytalansága adja), majd ízlés szerint "bundába" kell forgatni mely lehet például:
  - Hagyományosan keserű (holland) kakaópor
  - Darált magvak, dió, mandula, pisztácia, stb.
  - Porcukor
  - Kókuszreszelék, stb.

## Kalóriatartalma
A fent tárgyalt recept hozzávetőleg 70 db trüffel elkészítéséhez elegendő, vagyis 1 trüffel esetén körülbelül 55 kcal energiabevitellel lehet számolni.

## A művészetben
- Friedrich Dürrenmatt svájci író Az ígéret című regényében fontos szerepet játszik a trüffel; a mű 1979. évi magyar nyelvű kiadásának címlapján is látható.
- A The Beatles 1968-as karácsonyi dupla albumának egyik dala a Savoy Truffle, George Harrison szerzeménye.

## Forrás
rantotthuswokban.bmintbalazs.com